# Serie A 1970-1971 (pallacanestro femminile)
Il campionato di Serie A di pallacanestro femminile 1970-1971 è stato il quarantesimo organizzato in Italia.
Le dieci squadre di Serie A si affrontano in partite di andata e ritorno; la prima classificata vince lo scudetto e quest'anno solo l'ultima retrocede in Serie B. Il Geas Sesto San Giovanni vince il secondo scudetto consecutivo precedendo l'A.S. Vicenza e la Doris Tricot Treviso.

## Classifica
|  |     | Classifica finale 1970-1971 | Pt | G  | V  | P  | PtF  | PtS  |
|  | --- | --------------------------- | -- | -- | -- | -- | ---- | ---- |
|  | 1.  | Geas Sesto San Giovanni     | 32 | 18 | 15 | 3  | 1213 | 759  |
|  | 2.  | A.S. Vicenza                | 28 | 18 | 14 | 4  | 1051 | 836  |
|  | 3.  | Doris Tricot Treviso        | 28 | 18 | 14 | 4  | 1029 | 851  |
|  | 4.  | Standa Milano               | 28 | 18 | 14 | 4  | 1059 | 847  |
|  | 5.  | Coperte Pastore Bologna     | 20 | 18 | 10 | 8  | 827  | 847  |
|  | 6.  | Bloch Trieste               | 14 | 18 | 7  | 11 | 1044 | 1131 |
|  | 7.  | Pejo Brescia                | 12 | 18 | 6  | 12 | 756  | 892  |
|  | 8.  | Fiat Torino                 | 10 | 18 | 5  | 13 | 862  | 1055 |
|  | 9.  | Amaro Sanley Faenza         | 10 | 18 | 5  | 13 | 799  | 924  |
|  | 10. | CUS Cagliari                | 0  | 18 | 0  | 18 | 692  | 1184 |

### Verdetti
- Campione d'Italia:  Geas Sesto San Giovanni
- Formazione: Luigina Agostinelli, Mabel Bocchi, Daniela Bognolo, Paola Bordon, Lucia Colavizza, Paola Dalla Longa, Silvana Grisotto, Maria Amedea Pelle, Silvana Tommasoni. Allenatore: Trevisan.
- CUS Cagliari retrocede in Serie B.